# B-PROJECT
B-PROJECT(비-프로젝트)는 MAGES.가 다루는 일본의 가상 아이돌 프로젝트. 약칭은 B프로(Bプロ). 종합 프로듀서는 니시카와 타카노리 기획, 원작은 시쿠라 치요마루, 캐릭터 디자인은 유키히로 우타코가 각각 담당한다.
2015년 9월에 프로젝트가 개시. 2016년 7월부터 9월까지 TV 애니메이션화로 방영되었다.

## 등장인물

### 키타코레
키타카도 토모히사 (北門 倫毘沙)
성우 : 오노 다이스케
코레쿠니 류지 (是国 竜持)
성우 : 키시오 다이스케

### THRIVE (스라이브)
카네시로 고우시 (金城 剛士)
성우 : 토요나가 토시유키
아슈 유타 (阿修 悠太)
성우 : 하나에 나츠키
아이조네 켄토 (愛染 健十)
성우 : 카토 카즈키

### MooNs (문즈)
마스나가 카즈나 (増長 和南)
성우 : 우에무라 유토
온자이 모모타로 (音済 百太郎)
성우 : 카키하라 테츠야
오사리 히카루 (王茶利 暉)
성우 : 모리쿠보 쇼타로
노메 타츠히로 (野目 龍広)
성우 : 오카와 겐키
세키무라 미카도 (釈村 帝人)
성우 : 마스다 토시키

### KiLLER KiNG (킬러 킹)
외 3조보다 늦게 2015년 12월에 시작한 후배 유닛. 그들만 애니메이션에는 등장하지 않는다.
테라미츠 유즈키 (寺光 唯月)
성우 : 니시야마 코타로
테라미츠 하루히 (寺光 遙日)
성우 : 야시로 타쿠
후도 아카네 (不動 明謙)
성우 : 치바 쇼야
신가리 미로쿠 (殿 弥勒)
성우 : 에구치 타쿠야

### 스태프
스미소라 츠바사 (澄空 つばさ)
성우 : 카네모토 히사코 → 세토 아사미(2기)
야샤마루 사쿠타로 (夜叉丸 朔太郎)
성우 : 토리우미 코스케
다이코쿠 아츠시 (大黒 篤志)
성우 : 오키츠 카즈유키

### 그 외
다이코쿠 슈지 (西山 貴教)
성우 : 나미카와 다이스케